# Dampiera dura
Dampiera dura är en tvåhjärtbladig växtart som beskrevs av Ernst Georg Pritzel. Dampiera dura ingår i släktet Dampiera, och familjen Goodeniaceae. Inga underarter finns listade i Catalogue of Life.